# Паисий (Рябов)
Паисий (Рябов) — русский православный священнослужитель, в чине игумена Трифонов-Печенгского монастыря с 1932 года по 1939 год.

## Биография
Игумен Паисий (Рябов) родился 18 декабря 1881 года в крестьянской семье в Архангельской губернии, в окрестностях сельского общества Шеговары (в котором имелось три храма) Предтеченской волости Шенкурского уезда. В два года осиротел.
В 15 лет отправился учиться, вместе с 200 учениками погодками со всего Беломорья, в культурно-прсветительский центр Соловецкой обители, где, в течение двух лет, освоил грамматику арифметику, историю, пение, закон Божий, церковно-славянский язык. А с 1898 года решил продолжить обучение и остаться послушником в Спасо-Преображенском Соловецком монастыре, где ещё шесть лет обучался и трудился, осваивая монашескую жизнь и готовясь стать монахом.
В 1908 году Паисий (Рябов) поехал сопровождать игумена архимардрита Ионафана (Баранова) в город Печенгу (фин. Petsamo) Архангельской губернии во Трифонов Печенгский монастырь, где остался работать в канцелярии монастыря. Монастырь был восстановлен с 1885 года и из-за удаленности нуждался в работниках.
7 апреля 1913 был пострижен в монахи, а уже 13 августа рукоположён в иеродьякона.
После объявления Финляндией войны с Советской Россией 15 мая 1918 года и последующего заключения Тартуского мирного договора (Дерптского мирного соглашения) территория Петсамо и монастырь отошли к Финляндии 14 октября 1920 года. Насельники монастыря, в том числе Паисий (Рябов), чтобы не потерять право на владение землей, приняли финское гражданство. В 1921 году приняли новый григорианский календарь и перешли в Константинопольский патриархат.
На собрании братии монастыря 16 февраля 1932 года, отца Паисия (Рябова) избрали настоятелем Трифонов Печенгского мужского монастыря. Этот заслуженный чин игумена утвердил Архиепископ Карельский и всея Финляндии Герман (Аав) и рукоположил отца Паисия (Рябова) в иеромонахи в Спас-Преображенском Ново-Валаамском монастыре в день памяти Сергия и Германа Валаамских (28.6.1932).
Трифонов Печенгский монастырь был самым северным монастырем Финляндии и окормлял в православии колтта-саамов, зимовые кочевья которых были недалеко от монастыря.
В ведении монастыря была русско-язычная школа, сиротский приют, животноводческое хозяйство. В период советско-финской Зимней войны, территория была занята Советской армией и ориентировочно 9 декабря 1939 года Паисия (Рябова) арестовали по обвинению «в оказании помощи белофинским властям» и можно проследить путь допросов отца Паисия (Рябова) сначала в Печенге, потом в Мурманске, в Москве и в Ленинграде, позже арестовали и других монахов.
После завершения советско-финской Зимней войны, район Петсамо отшел к Финляндии.
Отца Паисия (Рябова) держали в заключении и 19 ноября 1940 года Военный трибунал Ленинградского военного округа приговорил его по статье 58-4 УК РСФСР к высшей мере наказания за «оказание помощи международной буржуазии, стремящейся к свержению коммунистической системы». 28 декабря 1940 года его расстреляли в Левашовской пустоши под Ленинградом.
Спустя более чем полвека, в 1992 году (28.8.1992), по инициативе Мурманской Прокуратуры РФ его оправдали и реабилитировали посмертно как финского гражданина. Несмотря на то, что Русская православная церковь не причислила отца Паисия (Рябова) к мурманским новомученникам, по основанию, что он был против советской власти, что и привело его к смерти, Финская православная церковь приняла решение о причислении отца Паисия (Рябова) к преподобномученникам (решение 15. 12.2000) с именем Паисий Печенгский